# Оркестрування
Оркестрування, Оркестровка — інструментування, виклад оркестрового твору (або ескізу оркестрового твору) у вигляді партитури або перекладення будь-якого музичного твору для оркестру.
Традиційна (прийнята у багатьох композиторів XIX—XX століть) практика інструментування виглядає як перекладання клавірного запису (клавіраусцуг) в нотний текст спеціального типу — партитуру. Процес інструментування вимагає від композитора (будь-якого інструментатора) знання специфіки музичних інструментів — їх технічних можливостей, виконавських прийомів, будову. Чим глибше це знання, тим яскравіше і виразніше звучить оркестрова партитура. Визнаними майстрами інструментування були романтики Гектор Берліоз і Ріхард Вагнер, імпресіоністи Клод Дебюссі і Моріс Равель, Микола Римський-Корсаков, Ріхард Штраус, Ігор Стравінський, Сергій Прокоф'єв, Дмитро Шостакович, Едісон Денисов, Микола Корндорф та інші композитори.

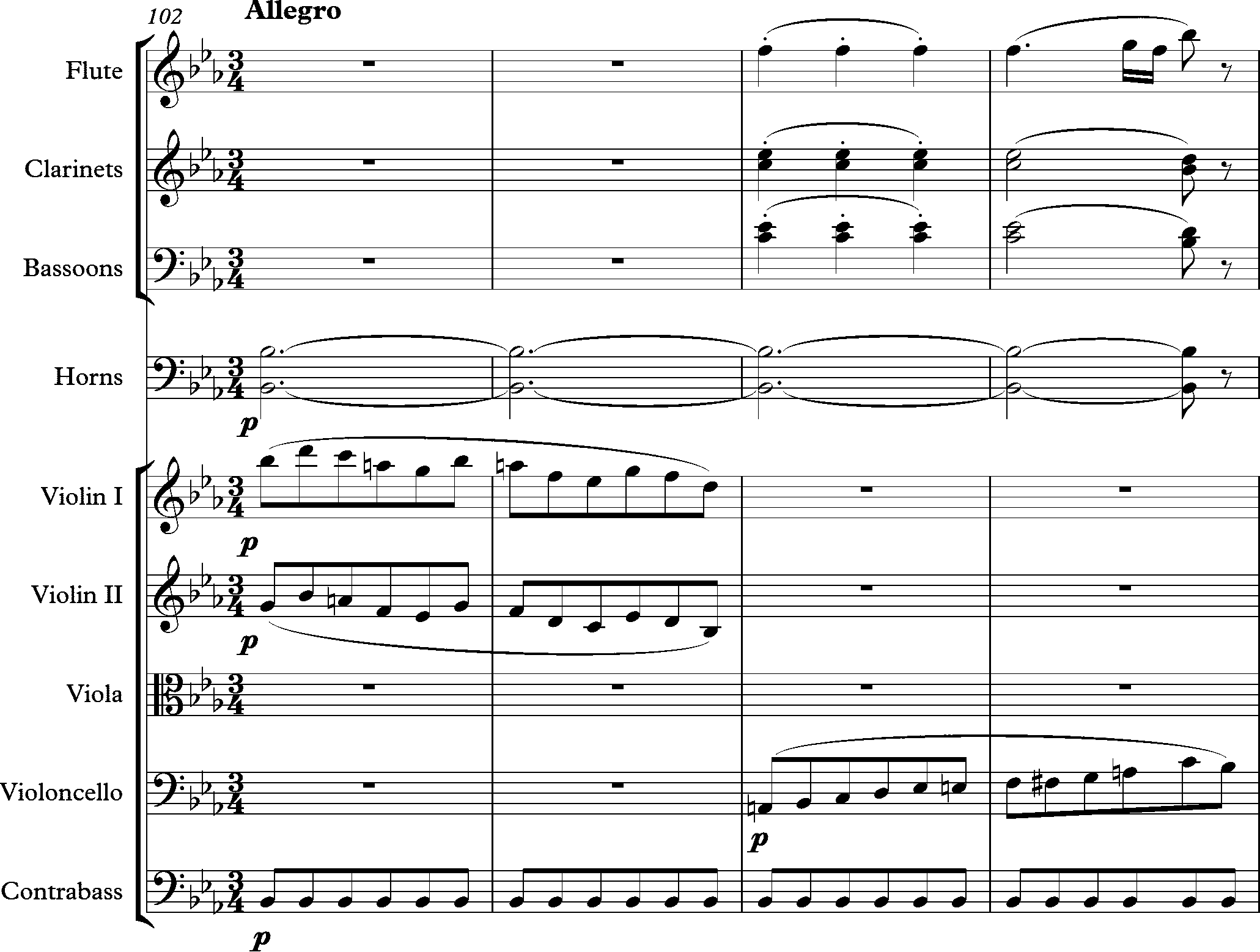
Фрагмент партитури «Симфонії № 39» Моцарта